# والاآم
والاآم (انگلیسی: Valaam) یک جزیره دریاچه‌ای در جمهوری کارلیای کشور روسیه است.